# Ipergigante gialla
Un'ipergigante gialla è una tipologia di stella ipergigante (classe di luminosità 0), di classe spettrale compresa tra A e K, con una massa di circa 20-50 masse solari.

## Caratteristiche

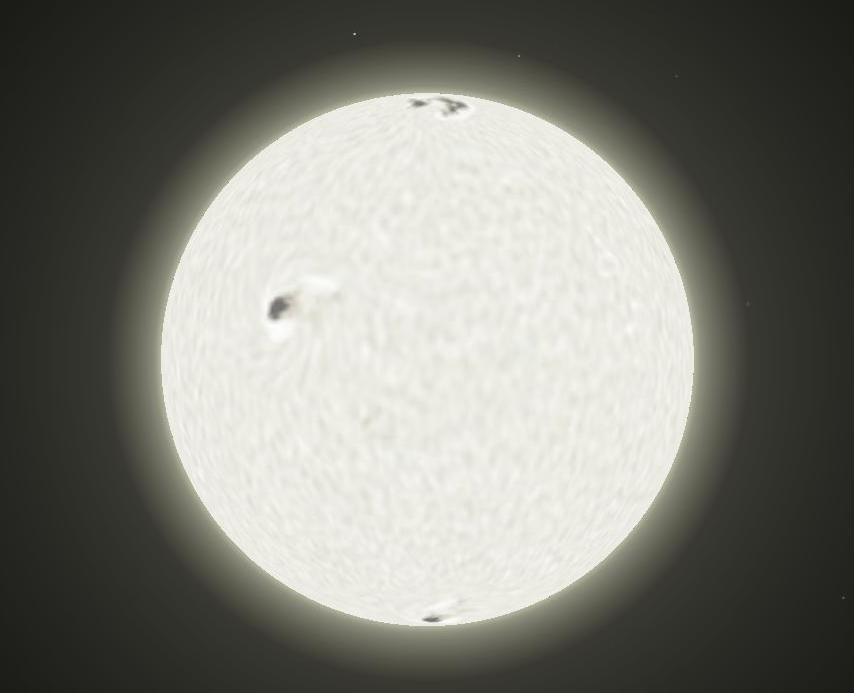
L'ipergigante gialla ρ Cas vista dalla distanza di 9 UA (Celestia).

Le ipergiganti gialle, come Rho Cassiopeiae, nella costellazione boreale di Cassiopea, sono delle stelle che possiedono una massa molto elevata (20-50 volte quella del Sole) e un'atmosfera estesa; inoltre si è osservato che esse sono soggette ad eruzioni periodiche, risultanti da contrazioni periodiche o continue della stella stessa. Le ipergiganti gialle sono molto rare nell'Universo; a causa del rapidissimo tasso di consumo della loro riserva di idrogeno, queste stelle restano nella sequenza principale solo per pochi milioni di anni (ad esempio, ricostruzioni prevedono che Rho Cassiopeiae sia rimasta nella sequenza principale per soli 990.000 anni).
Si ritiene che le ipergiganti gialle siano in genere stelle post-supergiganti rosse (stelle che hanno già attraversato la fase di supergigante rossa). Questo è confermato dall'abbondanza di sodio nello spettro di molte ipergiganti gialle (elemento prodotto e portato in superficie durante il dragaggio). Poiché le ipergiganti gialle sono stelle post-supergiganti rosse, esiste un limite superiore abbastanza rigido alla loro luminosità, che si aggira intorno alle 500.000-750.000 L☉. Invece le ipergiganti blu possono essere molto più luminose, anche diversi milioni di luminosità solari.

## Struttura interna
Secondo gli attuali modelli sulla struttura stellare, un'ipergigante gialla avrebbe un nucleo convettivo circondato da una zona radiativa, dunque una struttura inversa alle stelle simili al Sole, che consistono di una zona radiativa circondata da una zona convettiva. A causa della pressione estremamente elevata esistente nel cuore delle ipergiganti gialle, buona parte del loro nucleo, se non tutto, potrebbe essere composto da materia degenere.

## Cromosfera
In parte per la loro effettiva grandezza, in parte per via del potente campo magnetico e della loro forte emissione di energia, le ipergiganti gialle tendono a perdere la materia in superficie molto più facilmente rispetto ad altri tipi di stelle; ciò spiega come queste stelle possano avere un'atmosfera notevolmente estesa. Talvolta si può anche osservare un disco di polveri e gas, che potrebbe consentire la presenza di sistemi planetari attorno a queste stelle.

## Ipergiganti gialle conosciute
- Rho Cassiopeiae
- HR 8752
- IRC+10420
- HR 5171 A